# Die Nacht ohne Pause
Die Nacht ohne Pause ist eine deutsche Filmkomödie von 1931 unter der Regie von Franz Wenzler und Andrew Marton. Die Vorlage für das Drehbuch bildet der Schwank Der keusche Lebemann von Franz Arnold und Ernst Bach. Siegfried Arno, Camilla Horn, Max Adalbert und Ida Wüst sowie Ilse Korseck und Paul Richter spielen die Hauptrollen in diesem Film. 

## Handlung
Regine Seibold, die Ehefrau des Bonbonfabrikanten Julius, hat ihren Mann gebeten, diesmal von der Aufsichtsratssitzung früher als sonst nach Hause zu kommen, da am nächsten Tag die Rückkehr der gemeinsamen Tochter Gertie erwartet wird. Gertie war ein ganzes Jahr weg in der Stadt, um sich dort weiterzubilden. Zwar will Seibold dieser Bitte seiner Frau nachkommen, die guten Vorsätze sind jedoch schnell vergessen, da er sich in Wirklichkeit mit der Tänzerin Marietta amüsiert hat. In der Droschke, mit der Seibold nach Hause kommt, findet der Kutscher eine Tasche und liefert diese bei den Seibolds ab. Das beschwört einen Familienkrach herauf, der durch Gerties Rückkehr in Elternhaus unterbrochen wird. Die Eltern stellen fest, dass sich die junge Frau in der Stadt sehr verändert hat. Auch ist sie nicht, wie vermutet, mit dem Zug zurückgekommen, sondern im Auto eines befreundeten jungen Mannes, der sehr elegant wirkt, und sich als Heinz Fellner vorstellt. Im Gegensatz zu Frau Seipold, die von Fellner sehr angetan ist, hat Julius Seipold Angst, dass dieser seine Pläne durchkreuzt, die er mit seiner Tochter hat. Er will unbedingt, dass sein langjähriger Prokurist Max Stieglitz sein Schwiegersohn wird. Gertie hat zwar bisher keinen Gefallen an dem nach ihrem Dafürhalten langweiligen Mann gefunden, was Seibold aber jetzt umgehend ändern will. Da seine Tochter sich einen Mann mit Vergangenheit wünscht, sorgt Seipold dafür, dass aus Max zumindest oberflächlich betrachtet ein völlig anderer Mensch wird. Dieser macht nur widerwillig mit, weil er aufrichtig in Gertie verliebt ist. Nicht nur sieht Max nun attraktiver aus, Seipold sorgt auch noch dafür, dass er das Foto der bekannten Filmschauspielerin Letta Larbo dazu benutzt, zu erzählen, dass er mit dieser in der Vergangenheit ein Verhältnis gehabt habe. Seipold hat dafür gesorgt, dass das Foto eine besonders innige Widmung enthält. Wie ein Lauffeuer spricht sich das im Städtchen herum, und die Menschen sehen ihn auf einmal mit ganz anderen Augen. Aber auch Max selbst fühlt sich irgendwie anders, seine sehr viel elegantere Erscheinung gibt ihm Selbstsicherheit und er bewegt sich zwischen den Menschen viel gewandter als zuvor. Gertie nimmt mit Erstaunen zur Kenntnis, dass die Einwohner des Städtchens sie plötzlich um Max beneiden.
Ein Termin für die Hochzeit ist bereits angesetzt, als ein Ereignis eintritt, das dazu führen könnte, die Wahrheit über Max und seine angebliche Affäre ans Tageslicht zu bringen. Im Kino des Ortes soll die Premiere des neuesten Films Die Nacht ohne Abschied mit Letta Larbo in der Hauptrolle stattfinden und die Diva hat ihr Kommen zugesagt. Am Tag der Premiere trifft sie zusammen mit ihrem Regisseur Walter Riemann ein, der gleichzeitig auch ihr Verlobter ist. Die Vorstellung ist ausverkauft, die Menschen sind von Larbo als männermordendem Vamp begeistert. Ein Zufall will es, dass Rieman, der extrem eifersüchtig ist, von dem Foto mit der verfänglichen Widmung erfährt. Es kommt zu einer heftigen Eifersuchtsszene. Letta, die überhaupt nicht weiß, wie ihr geschieht, will der Sache auf den Grund gehen und findet heraus, was es mit ihrem Foto auf sich hat. Da sie jedoch glaubt, ihren Verlobten dadurch von seiner ungesunden Eifersucht heilen zu können, spielt sie tatsächlich die frühere Geliebte von Max Stieglitz, der mehr als erstaunt ist. Gertie ist nun ihrerseits eifersüchtig und zieht sich von Max zurück. Allerdings sorgt Max nun endlich dafür, dass Gertie die Wahrheit erfährt und letztendlich ist die junge Frau froh, einen eher braven Mann zu bekommen, der noch keine Vergangenheit mit einer anderen Frau hat. 

## Produktion

### Produktionsnotizen
Die Dreharbeiten begannen am 2. Oktober und endeten nach 25 Tagen am 27. Oktober 1931. Es handelt sich um einen Film der Universal-Tobis-Gemeinschaftsproduktion. Für die Filmbauten trugen Fritz Maurischat und Gabriel Pellon die Verantwortung. Die Aufnahmeleitung lag bei Heinz Landsmann, die Produktionsleitung bei Joe Pasternak.
Im Illustrierten Film-Kurier Nr. 356 wurde der Name Martons mit B. Marton angegeben.

### Filmmusik
- Begleit’ mich heut’ nach Hause, Foxtrott, Text: Willy Prager, Musik: Otto Stransky, gesungen von Camilla Horn
- Jede schöne Frau verliebt sich so gern beim Tango, Tangolied, Text und Musik wie zuvor, gesungen von Camilla Horn sowie auch von Ilse Korseck und Willi Stettner im Duett am Flügel. Das erste Lied wird im Vorspann auch von Leo Monosson vorgetragen.[2]

### Veröffentlichung, Verleih
Uraufgeführt wurde Die Nacht ohne Pause am 22. Dezember 1931 in Berlin im Tauentzien-Palast. In Ungarn wurde der Film erstmals am 19. Januar 1932 unter dem Titel Pikáns előélet (Viharos múlt) veröffentlicht. Der internationale Titel lautete The Night Without Pause.
Der Verleih für Österreich fand durch die Universal Pictures Ges.m.b.H., Wien VII. statt, der Verleih für die ČSR durch die Universal-Film-Manufacturing Co., Prag II. 

## Kritik
In der Lichtbild-Bühne hieß es, „die Fabel“ sei „reizvoll und vor allen Dingen filmgerecht einfallsreich aufgebaut“. Die Geschichte vom „grundehrlichen Provinzfabrikanten, der sich nur widerwillig eine bewegte Vergangenheit mit einer berühmten Filmdiva andichten“ lasse, „nur um in den Augen seiner Auserwählen interessant zu erscheinen“. Mit Siegfried Arno und Max Adalbert hätten dem Regisseur zwei Darsteller zur Verfügung gestanden, mit denen es sich habe arbeiten lassen. „Wieder einmal“ lasse der „beliebte Siegfried Arno alle Register seiner originellen Komik spielen“. Selten auch habe man Adalbert „so frei“ und „von einem so trockenen Humor“ gesehen „wie hier“. Beim Zusammenspiel beider bleibe „wahrhaftig kein Auge trocken“.
Der Autor und Kritiker Karlheinz Wendtland zitierte Edith Hamann, die in der Filmwoche schrieb, dies sei „einer von jenen Schwänken, von denen dreizehn auf ein Dutzend gehen“. Die Gemeinschaftsproduktion habe „es sich leicht gemacht, indem sie eine an sich nicht unwitzige Manuskripft-Idee auf billige Situationskomik“ gestellt und „bewährte Darsteller dafür“ eingesetzt habe. „Siegfried Arno und Max Adalbert“ seien „ihrer Wirkung ebenso sicher wie Ida Wüst, Ilse Korseck [sei] eine erfreuliche Erscheinung …“ Paul Richter entledige sich „mit Humor der Aufgabe, einen rasend eifersüchtigen Filmregisseur zu karikieren“. Camilla Horn sehe „nicht nur blendend aus, sondern“ spiele auch „mit lustiger Laune die berühmte Filmdiva Letta Larbo. Eine Garbo-Parodie?“ „Warum“ lasse man sie „nicht einfach ‚Camilla Horn‘ spielen? Das wäre witziger gewesen.“ Weiter zitierte Wendtland Hamann: „Aber das bereits weihnachtlich milde gestimmte Publikum amüsierte sich auch so und war gar nicht böse darüber, sich filmstarbesessen und autogrammwütig auf der Leinwand abkonterfeit zu finden.“